# 63-я армия
63-я армия (63 А) — общевойсковая армия в составе Вооружённых сил СССР с 10 июля по 4 ноября 1942 года (1-е формирование) и с 27 апреля 1943 года по 18 февраля 1944 года (2-е формирование).

## Первое формирование
63-я армия 1-го формирования сформирована 10 июля 1942 г. на основании директивы Ставки ВГК от 9 июля 1942 г. на базе 5-й резервной армии с непосредственным подчинением Ставке ВГК. Первоначально в неё входили 14-я гвардейская , 1, 127, 153, 197-я и 203-я стрелковые дивизии, отдельные части.
12 июля 1942 г. армия была включена во вновь созданный Сталинградский (с 30 сентября — Донской) фронт и в его составе участвовала в Сталинградской битве (17 июля 1942 г. — 2 февраля 1943 г.). В период оборонительного сражения (17 июля — 18 ноября 1942 г.) войска армии удерживали рубеж по левому берегу Дона — северо-западнее г. Серафимович, способствовали срыву плана немецкого командования по захвату Сталинграда с ходу.
В конце августа во взаимодействии с войсками 21-й армии они нанесли ряд контрударов по левому флангу наступавшей на Сталинград группировки противника, форсировали Дон и захватили на его правом берегу западнее г. Серафимович оперативный плацдарм, сыгравший важную роль при переходе советских войск в контрнаступление.
С 29 октября 1942 г. армия вела боевые действия в составе Юго-Западного фронта 2-го формирования.
4 ноября армия была преобразована в 1-ю гвардейскую армию, которая с 5 декабря стала именоваться 3-й гвардейской армией.

### Командный и начальствующий состав

#### Командующий
| N | Командующий армией | Период                 | Воинское звание   | Примечание |
| - | ------------------ | ---------------------- | ----------------- | ---------- |
| 1 | Кузнецов В. И.     | 4 июля — 1 ноября 1942 | Генерал-лейтенант |            |

#### Члены Военного совета
| N | Член Военного совета | Период                      | Воинское звание    | Примечание |
| - | -------------------- | --------------------------- | ------------------ | ---------- |
| 1 | Желтов А. С.         | 10 июля — 30 сентября 1942  | Корпусной комиссар |            |
| 2 | Колесниченко И. С.   | 30 сентября — 1 ноября 1942 | Бригадный комиссар |            |

#### Начальник штаба
| N | Начальник штаба   | Период                 | Воинское звание                             | Примечание |
| - | ----------------- | ---------------------- | ------------------------------------------- | ---------- |
| 1 | Крупенников И. П. | 4 июля — 1 ноября 1942 | Полковник, с 4 августа 1942 — генерал-майор |            |

## Второе формирование
63-я армия 2-го формирования сформирована 27 апреля 1943 г. на базе 2-й резервной армии. Первоначально в неё входили 129, 235, 250, 348, 380-я и 397-я стрелковые дивизии, артиллерийские, инженерные и другие части.
29 апреля 1943 г. армия была включена в состав Брянского фронта 3-го формирования. С 22 мая обороняла рубеж по рекам Зуша — Неручь и вела оборонительные бои юго-восточнее Мценска.
В июле — августе 1943 года участвовала в Орловской стратегической операции (12 июля — 18 августа), в ходе которой во взаимодействии с другими армиями фронта нанесла поражение ряду соединений немецких 2-й танковой и 9-й армий. Во взаимодействии с 3-й армией освободила Орёл (5 августа) и, пройдя с боями около 150 км, к исходу 18 августа вышла к реке Оптуха, где перешла к обороне.
В ходе Брянской операции (1 сентября — 3 октября) войска армии форсировали Десну и освободили города Трубчевск (18 сентября), Стародуб (22 сентября) и во взаимодействии с 1-м танковым корпусом и 48-й армией — Новозыбков (25 сентября). В начале октября они вышли к реке Сож и вступили на территорию Белоруссии.
8 октября 1943 г. армия была передана в состав Центрального фронта (с 20 октября — Белорусского фронта 2-го формирования).
В Гомельско-Речицкой операции (10-30 ноября) армия наступала в направлении севернее Гомеля, Жлобина, освободила часть восточных районов Белоруссии. В последующем вела бои местного значения с целью улучшения занимаемых позиций.
Расформирована армия 18 февраля 1944 г.; её войска были переданы в состав 3-й и 48-й армий.
За мужество и героизм, проявленные в боях в годы Великой Отечественной войны, тысячи воинов армии награждены орденами и медалями, а наиболее отличившимся из них присвоено звание Героя Советского Союза.

### Командный и начальствующий состав

#### Командующие
| N | Командующий армией | Период                        | Воинское звание   | Примечание |
| - | ------------------ | ----------------------------- | ----------------- | ---------- |
| 1 | Морозов В. И.      | 8 марта - 14 мая 1943         | Генерал-лейтенант |            |
| 2 | Колпакчи В. Я.     | 14 мая 1943 - 10 февраля 1944 | Генерал-лейтенант |            |

#### Члены Военного совета
| № | Член Военного совета | Период                            | Воинское звание   | Прим. |
| - | -------------------- | --------------------------------- | ----------------- | ----- |
| 1 | Клементьев Н. Н.     | 29 апреля — 5 июня 1943           | генерал-майор     |       |
| 2 | Абрамов К. К.        | 5 июня — 21 августа 1943          | генерал-майор     |       |
| 3 | Запорожец А. И.      | 21 августа — 16 декабря 1943      | генерал-лейтенант |       |
| 4 | Панков С. И.         | 22 декабря 1943 — 10 февраля 1944 | генерал-майор     |       |

#### Начальники штаба
| N | Начальник штаба  | Период                            | Воинское звание | Примечание |
| - | ---------------- | --------------------------------- | --------------- | ---------- |
| 1 | Городинский Ю.Л. | 13 апреля - 25 июня 1943          | генерал-майор   |            |
| 2 | Ерёмин Н.В.      | 25 июня - 2 сентября 1943         | полковник       |            |
| 3 | Ляпин П.И.       | 2 сентября 1943 - 10 февраля 1944 | генерал-майор   |            |

#### Начальники артиллерии
| N | Начальник артиллерии | Период                     | Воинское звание                               | Примечание |
| - | -------------------- | -------------------------- | --------------------------------------------- | ---------- |
| 1 | Семёнов Н.Н.         | май 1943 - 10 февраля 1944 | генерал-майор, с 24.12.1943 генерал-лейтенант |            |